# San Antonio, Altamira
San Antonio är en ort i Mexiko.   Den ligger i kommunen Altamira och delstaten Tamaulipas, i den östra delen av landet, 400 km norr om huvudstaden Mexico City. San Antonio ligger 30 meter över havet och antalet invånare är 166.
Terrängen runt San Antonio är platt. Runt San Antonio är det ganska tätbefolkat, med 104 invånare per kvadratkilometer. Närmaste större samhälle är Cuauhtémoc, 8,4 km söder om San Antonio. Trakten runt San Antonio består till största delen av jordbruksmark.